# Vapula
Vapula es, en la demonología, una poderosa Gran Duquesa del Infierno quién comanda Treinta y Seis legiones de demonios. Enseña filosofía, mecánica y ciencias.
Vapula es descrito como un León con alas de Grifo. Su verdadera forma es femenina descrita con una mujer de tono de piel oscuro, cabello negro largo y lacio con las orejas puntiagudas y sus ojos de color rojo intenso
También se la conoce como Nephula.